# Фант, Гуннар
Гуннар Фант (швед. Carl Gunnar Michael Fant, 8 октября 1919 — 6 июня 2009) — шведский инженер-акустик и фонетист. Будучи выпускником Королевского технологического института (KTH) в Стокгольме, в 1958 году получил в нём докторскую степень. В 1949—1951 годах сотрудник Массачусетского технологического института. Профессор KTH с 1966 года, профессор-эмерит с 1987 года. Член Шведской королевской академии наук, Шведской королевской академии инженерных наук, Американского лингвистического общества и других академий и обществ.
В 1952 году вместе с Р. О. Якобсоном и М. Халле предложил теорию различительных признаков — универсальную акустическую классификацию звуков:295.